# Berchișești
Berchișești est une commune du județ de Suceava en Roumanie.